# Mosquée Agha-Pacha
La mosquée Agha-Pacha (en grec moderne : Τζαμί του Αγά Πασά / Tzamí tou Agá Pasá), également connue sous le nom de Vouleftikó (Βουλευτικό, « Parlement »), est un édifice ottoman situé dans la ville grecque de Nauplie, dans le Péloponnèse. Commanditée par Agha Pacha, la mosquée abrita le premier Parlement hellénique entre 1825 et 1826. Le lieu sert aujourd'hui d'espace culturel et événementiel.

## Histoire

### Une datation et un commanditaire incertains
Selon une légende locale, la mosquée fut érigée par Agha Pacha dans une tentative d'expiation du crime de deux Vénitiens qui tentaient de trouver un trésor enfoui pendant la seconde occupation de la république de Venise. L'édifice aurait été construit avec le pactole découvert. Le pacha, qui vivait sur les hauteurs du chantier, ne vit cependant pas l’édifice achevé puisqu'il perdit la vie en tombant de son balcon,.
Étant donné l'absence de traces écrites irréfutables et les multiples changements d'usage ayant altéré l'architecture originelle, la date de construction exacte de la mosquée est inconnue. Les sources divergent également quant au commanditaire de l'édifice. Le dénommé Agha Pacha pourrait être identifié dans les archives ottomanes sous le nom de Ragıb Pacha, général de province (mirmiran (en)), qui résida à Nauplie et mourut en août 1820. La mosquée aurait donc vraisemblablement été achevée entre 1818 et 1820, d'après les plans de l'architecte Antónios Rigópoulos, originaire du village de Langádia en Arcadie,. 
L'archéologue Sémni Karoúzou, ainsi que les auteurs de la publication ministérielle de référence sur l'architecture ottomane en Grèce, font toutefois l'hypothèse plus générale d'une construction entre la fin du XVIIIe siècle et le début du XIXe siècle. Pour autant, d'autres auteurs ont indiqué les dates antérieures de 1716 et 1730.

### Le premier Parlement hellénique
Durant la guerre d'indépendance, à la suite de la prise de la ville par les forces grecques en 1822, le nouvel organe législatif national permanent, appelé « Vouleftikó », décida la restauration de la mosquée en ruine en juin 1824, afin de servir de siège à l'assemblée. Les travaux furent confiés à l’ingénieur militaire Theódoros Valliános (el) et le contrat d'un montant de 7 000 piastres signé le 12 mars 1825. Afin de marquer la désacralisation, les murs de l'ancienne mosquée furent plâtrés et blanchis à la chaux. La couverture des dômes et les ouvertures furent également reprises, ainsi que les espaces intérieurs, notamment la galerie surélevée en bois autrefois réservée aux femmes. 
L'inauguration de l'ancienne mosquée devenue premier Parlement de la Grèce moderne eut lieu le 21 septembre 1825. L'édifice accueillit des sessions parlementaires plénières de l'automne 1825 au printemps 1826. Le 2 juillet 1827, lors d'affrontements entre révolutionnaires, un tir de mortier frappa le monument, tuant le député Chrístos Gerothanásis qui se trouvait à l'intérieur. Cet événement tragique marqua peu ou prou la fin de l'usage parlementaire de l'ancienne mosquée Agha-Pacha.

### Une multitude d'usages successifs
La mosquée Agha-Pacha servit de salle de bal au début de la Régence, puis fut convertie en tribunal,. Le lieu fut notamment le théâtre du procès de Dimítrios Plapoútas et Theódoros Kolokotrónis en 1834. Des travaux furent conduits l'année suivante afin de transformer l'édifice et la médressé voisine en prison. Le général Stáikos Staïkópoulos, artisan de la prise de la forteresse Palamède en novembre 1822, y fut notamment incarcéré. 
Entre 1915 et 1932, la mosquée fit office de lieu de stockage pour le musée archéologique de Nauplie situé à proximité. Il servit également d'école, d'hôpital, de caserne et, plus récemment, de conservatoire. C'est aujourd'hui un espace culturel et événementiel à l'étage, tandis que le rez-de-chaussée abrite la galerie municipale de Nauplie.

## Architecture
L'édifice, surplombant l'actuelle place Sýntagma, appartient au type architectural des mosquées surélevées (fevkani) à deux niveaux. Dans sa partie supérieure, le monument présente une salle de prière rectangulaire et un imposant dôme. L'accès depuis la rue s'effectue par un escalier conduisant à la façade principale, où deux niches à muqarnas encadrent l'entrée. Un porche à trois dômes surmontait à l'origine le parvis actuel, détruit par un tremblement de terre en 1910. Le linteau de l'une des portes originelles de la mosquée est composé d'une colonne provenant du site archéologique de Mycènes. La maçonnerie est constituée d'un appareil isodome en pierre de taille calcaire, provenant potentiellement du monastère de Karakála situé à une dizaine de kilomètres au nord-est de Nauplie,. À l'intérieur de la salle de prière, le mihrab au décor peint polychrome fut découvert en 1990 et mis en valeur lors des campagnes de restauration de la mosquée entre 1994 et 1999.
Dans la partie inférieure en rez-de-chaussée, la mosquée consiste en dix petites salles rectangulaires résultant des réaménagements lors de la transformation en prison. Cet espace était initialement dévolu aux activités commerciales. Un passage commun avec la médressé voisine constituait une entrée secondaire pour les marchands et menait à la base du minaret situé à l'angle sud-ouest, dont il ne reste que peu de traces aujourd'hui.

## Galerie

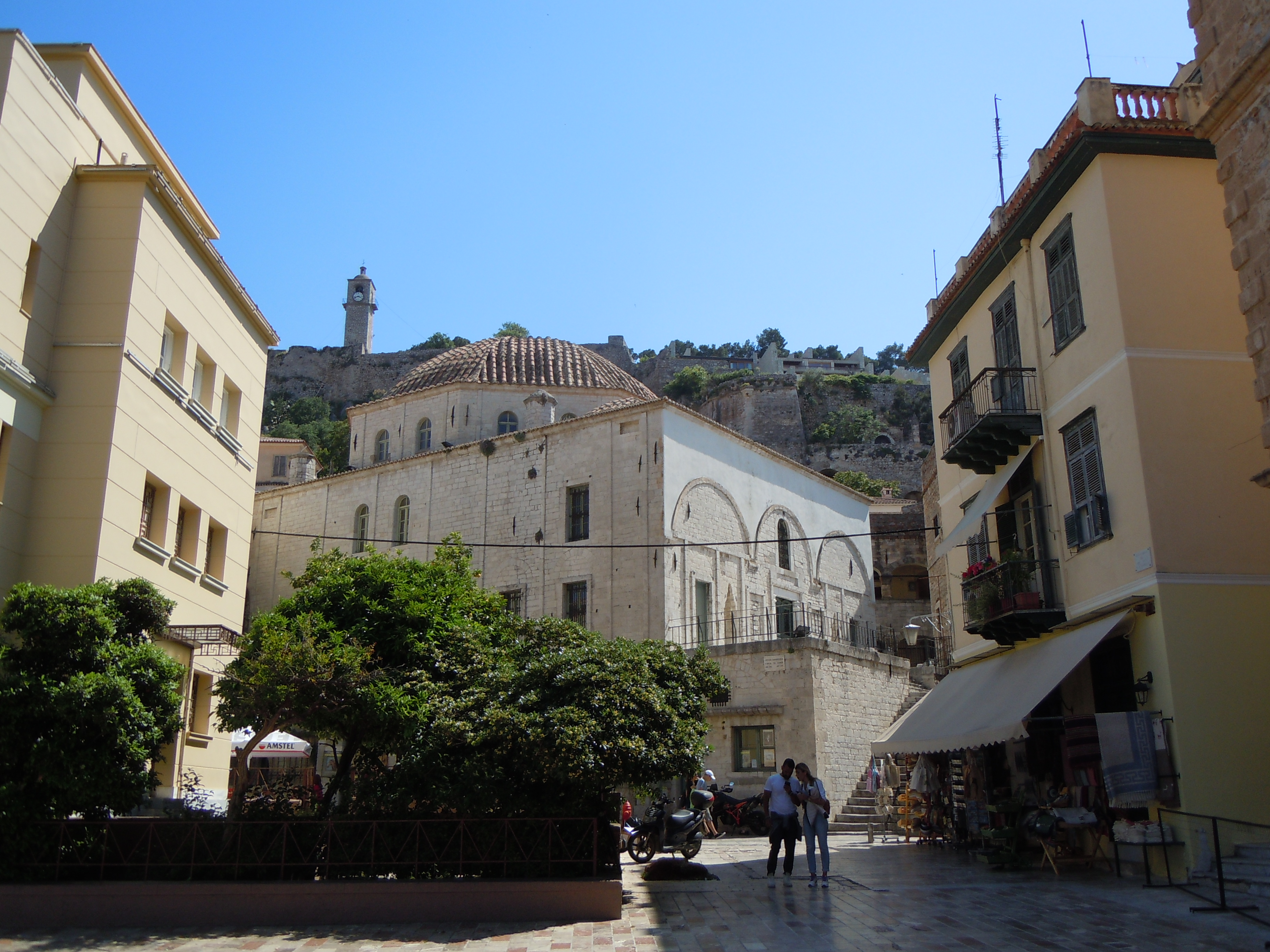
Vue de la mosquée depuis la place Sýntagma au nord.
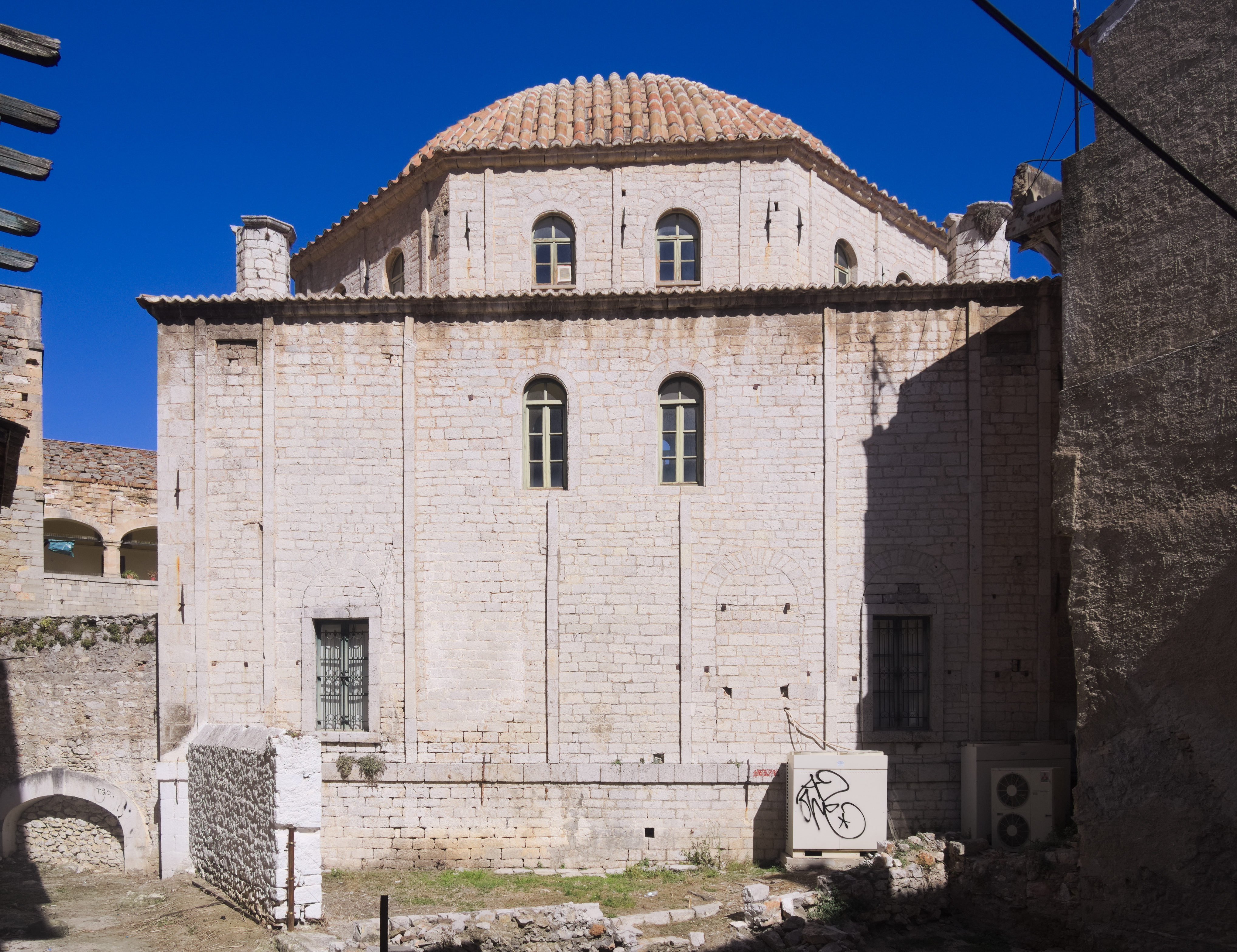
Vue de la façade orientale.
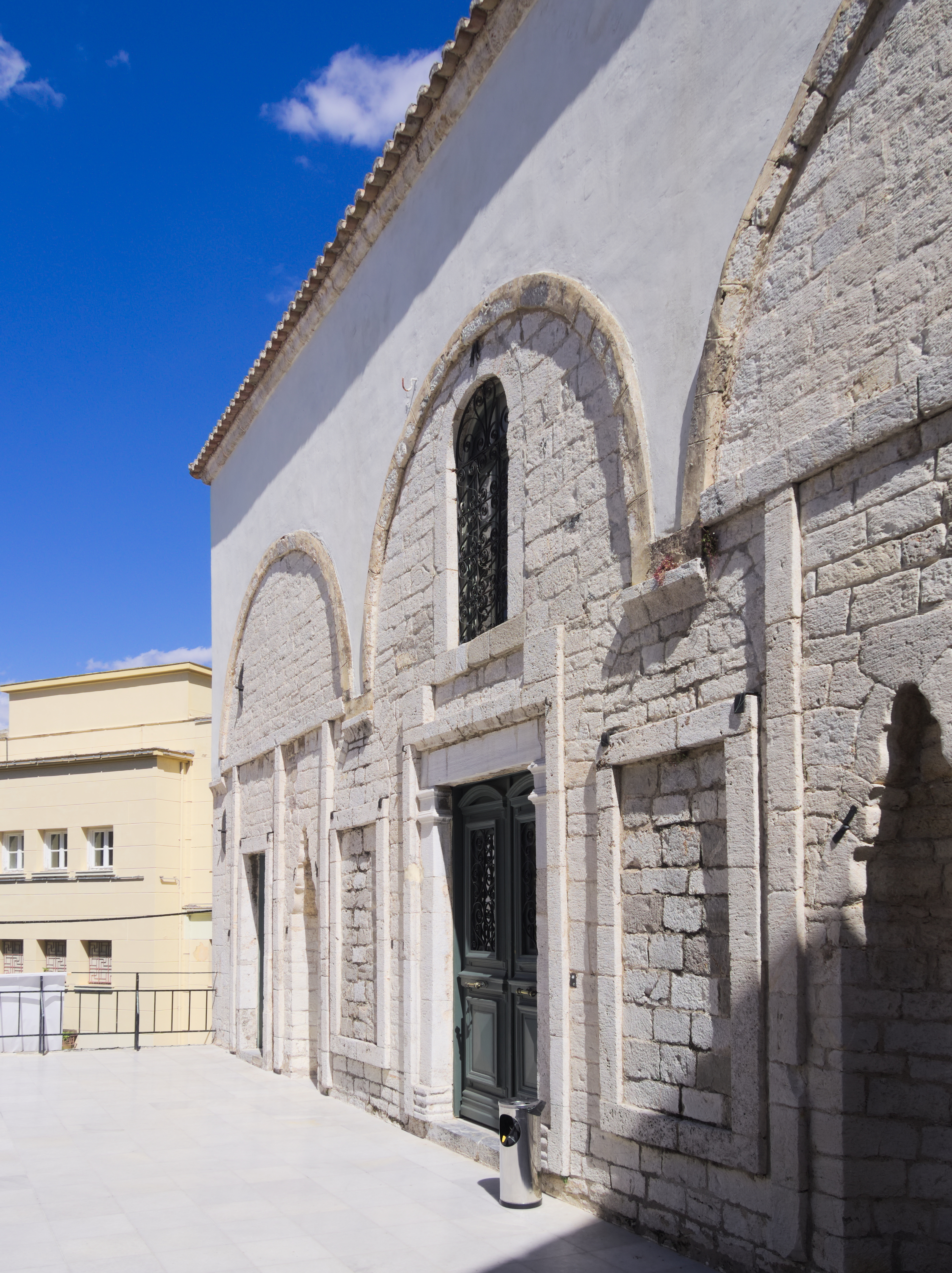
La façade principale et les traces du porche.
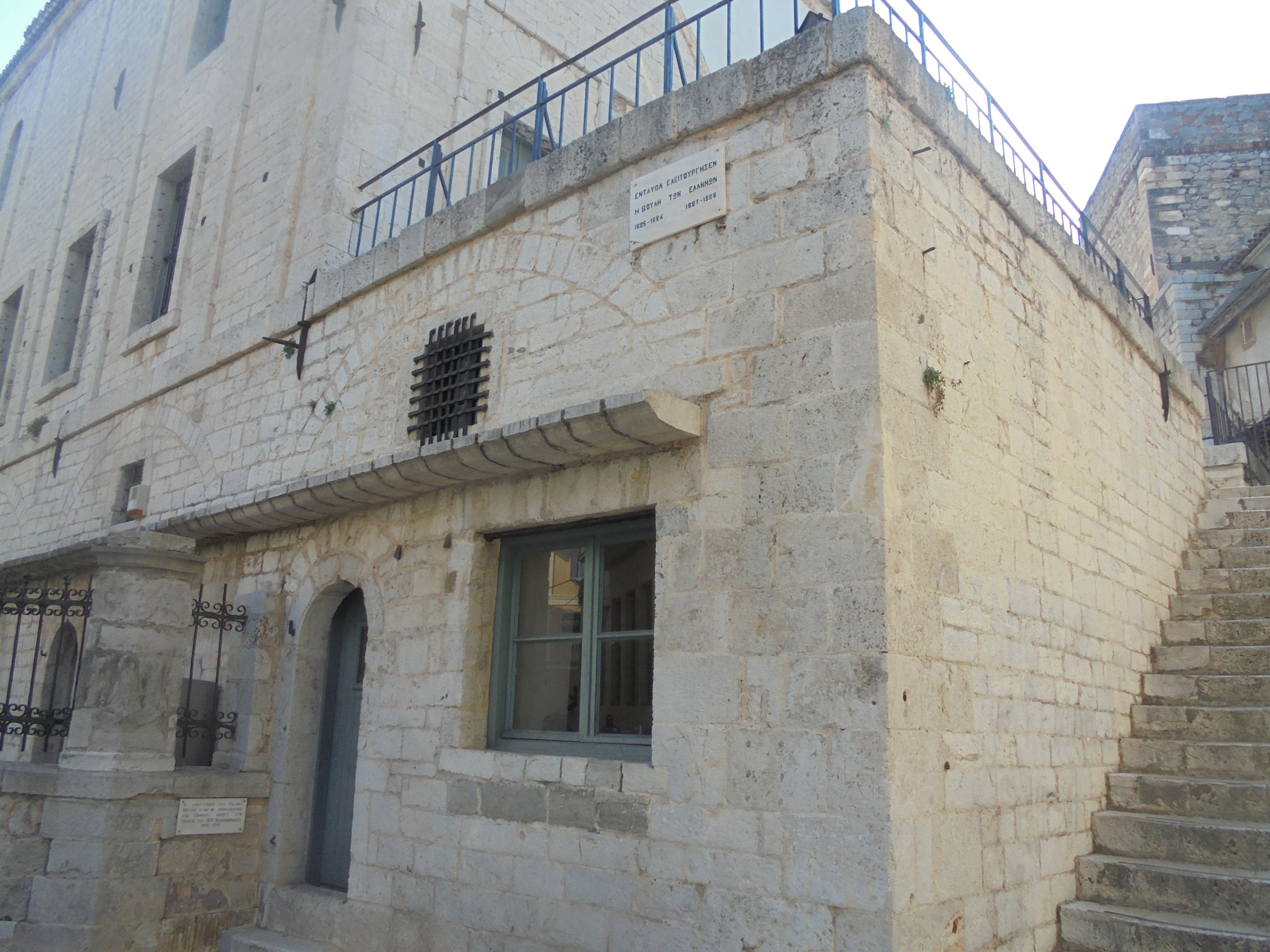
La partie inférieure de la mosquée.